# Керней
Керне́й (каз. Керней, до 7 июля 2015 года — Корне́евка, ранее — Корне́евский (рус. дореф. Корнѣевскій)) — село в Бухар-Жырауском районе Карагандинской области Казахстана, административный центр Кернейского сельского округа. 

## География
Населённый пункт расположен на востоке района, на берегу реки Омаровка, в 47 километрах (по автодороге) к северо-востоку от районного центра посёлка Ботакара, в 109 километрах к северо-востоку от областного центра города Караганда. Соседние населённые пункты: Алгабас в 10,2 километрах к западу, Белагаш в 16 километрах к югу, Умуткер в 16,5 километрах к северу, Акоре в 21,8 километрах к юго-востоку. Транспортное сообщение осуществляется автомобильными дорогами областного значения КМ-11 «Шешенкара—Белагаш—Керней—Семизбуга км 0-80» и республиканского значения А-20 «Караганда—Аягоз—Тарбагатай—Бугаз». Абсолютная высота центра населённого пункта — 626 метров над уровнем моря. 

## История

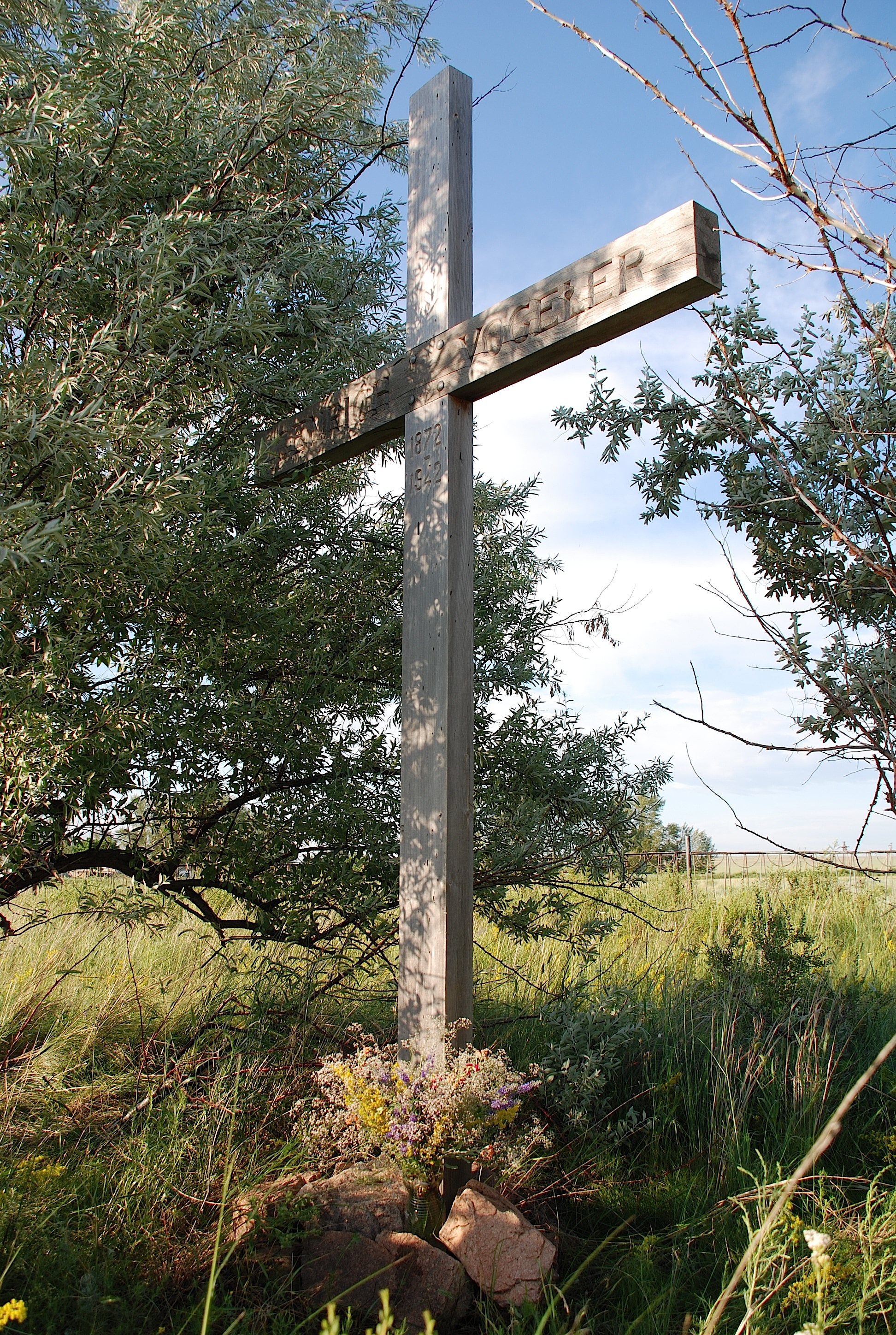
Крест на предполагаемом месте захоронения Фогелера

Согласно энциклопедии Қарағанды. Қарағанды облысы, населённый пункт был основан в 1907 году переселенцами из Украины и Беларуси. На карте дорожных работ Семипалатинской области 1918 года фигурирует как Корнеевский, посёлок участка пронумерован 5-м. Совместным постановлениеv акимата Карагандинской области от 5 июня 2015 года № 30/04 и решением XXXV сессии Карагандинского областного маслихата от 25 июня 2015 года № 399 «О наименовании ряда составных частей городов областного значения и переименовании некоторых сельских населенных пунктов в Карагандинской области» село Корнеевка было переименовано в село Керней.
В 1940-е годы на территории села место ссылки отбывал известный художник немецкого происхождения Генрих Фогелер, который, как и все этнические немцы, подвергся депортации после начала Великой Отечественной войны, и впоследствии погибший от истощения был захоронён здесь. 

## Население
| Численность населения | Численность населения | Численность населения | Численность населения |
| 1989                  | 1999                  | 2009                  | 2021                  |
| --------------------- | --------------------- | --------------------- | --------------------- |
| 1945                  | ↘1493                 | ↘1387                 | ↘954                  |

национальный состав
Процентное соотношение численно-преобладающих национальностей села согласно переписи населения 1989 года:
| Национальность | Процентное соотношение |
| -------------- | ---------------------- |
| русские        | 44 %                   |
| казахи         | 28 %                   |
| другие         | 28 %                   |